# Ostéosynthèse

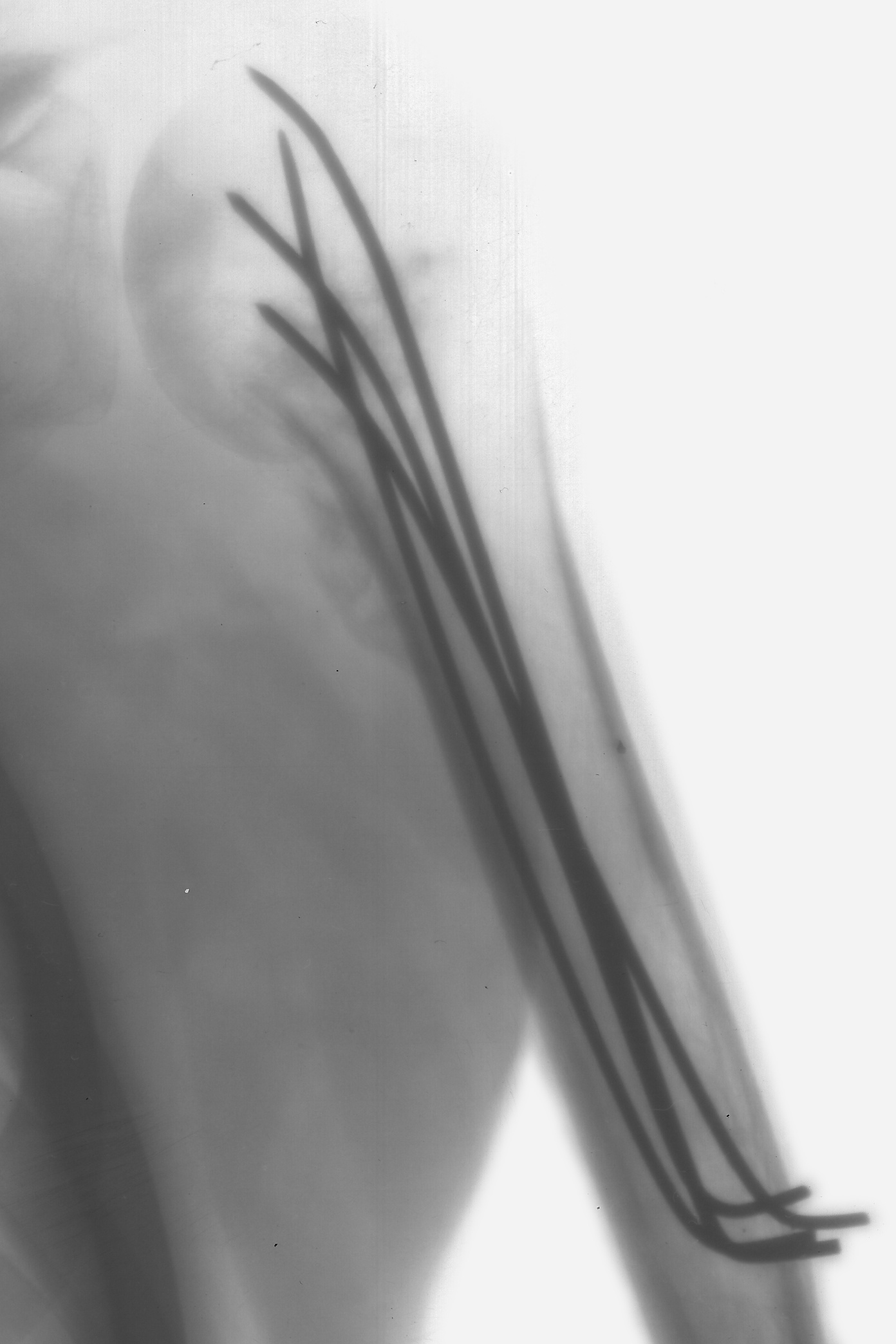
Radiographie montrant une fracture de l'humérus traitée par ostéosynthèse avec quatre broches de Kirschner.

Vous pouvez aider à l'améliorer ou bien discuter des problèmes sur sa page de discussion.
- Il ne cite pas suffisamment ses sources. Vous pouvez indiquer les passages à sourcer avec {{référence nécessaire}} ou {{Référence souhaitée}}, et inclure les références utiles en les liant aux notes de bas de page. (Marqué depuis novembre 2015)
- Il doit être débarrassé d’une partie de son jargon. Sa qualité peut être largement améliorée en utilisant un vocabulaire directement compréhensible par le plus grand nombre. (Marqué depuis juillet 2025)

- Archive Wikiwix
- Bing
- Cairn
- DuckDuckGo
- E. Universalis
- Gallica
- Google
- G. Books
- G. News
- G. Scholar
- Persée
- Qwant
- (zh) Baidu
- (ru) Yandex
- (wd) trouver des œuvres sur Wikidata

L'ostéosynthèse regroupe l'ensemble des procédés qui permettent de traiter des fractures ou des problèmes d'ordre mécanique sur le squelette à l'aide de vis, de plaques, de clous, de tiges ou d'autres dispositifs placés à l'intérieur du corps, à même l'os, ou à l'extérieur du corps à l'aide de fixateurs externes. 
Elle se distingue de l'orthopédie, qui vise à corriger les affections congénitales ou acquises des os, articulations, muscles, tendons et ligaments.

## Présentation
Principalement réalisée sous anesthésie générale, l'ostéosynthèse vise à rapprocher et maintenir les parties de l'os fracturé dans leur position anatomique d'origine afin de permettre une bonne consolidation osseuse. 
Cette technique débute avec les travaux du médecin belge Robert Danis.
Les aspects techniques de l'ostéosynthèse sont le chemin critique menant à la consolidation de l'os, en position anatomique sans risquer la faillite de l'implant.
L'opération chirurgicale étant principalement réalisée sous anesthésie générale, il faudra parfois patienter quelques heures pour  que l'estomac soit vide. En attendant, une attelle ou une immobilisation par traction est mise en place, et la douleur peut être soulagée par l'administration d'antalgiques.
Toutes les fractures ne sont pas forcément traitées par ostéosynthèses, ces interventions sont indiquées pour des fractures trop complexes d'emblée, qui ne peuvent pas être réduites par des manœuvres extérieures. Les fractures qui ne peuvent pas rester stables sous un plâtre ainsi que l'absence de consolidation du ou des fragments osseux initialement traités par des dispositifs externes, tels que des attelles ou plâtres.
Il existe trois catégories d'ostéosynthèses :
1. Ciel ou foyer ouvert, réalisée avec des plaques et des vis ;
2. Ciel ou foyer fermé, réalisée avec des clous et des broches ;
3. Avec fixation externe.

## Les techniques
Diverses techniques existent, telles que l'enclouage, où l'on insère une tige de morphologie adaptée dans le canal central d'un os long (le tibia par exemple). En formant un pas de vis, l'enclouage avec alésage peut même parfois éviter des rotations dans le foyer de fracture.
Les vis et plaques sont utilisées s'il existe un risque de rotation qui pourrait décaler l'axe des articulations adjacentes, ou pour les os courts. Les vis sont utilisées pour les petits os, et pour fixer les plaques. Les plaques sont réservées aux os longs, par exemple sur toute la longueur de l'os quand celui-ci est assez court, comme c'est le cas de la clavicule avec l'utilisation de plaques moulées. Ces dispositifs sont également indiqués sur les zones proches des articulations.
Le fixateur externe est indiqué pour les fractures trop complexes qui ne permettent aucune fixation directe. Il est composé de 2 barres métalliques de chaque côté du segment de membre concerné, reliées par des tiges passant à travers l'os fracturé, là où c'est possible, et qui maintiennent les morceaux les plus gros pour que la forme globale soit correcte. Il y a des espaces vides entre les petits fragments, qui sont progressivement comblés par un cal. La forme globale de l'os sera respectée, même grossièrement.
Pour traiter les pseudarthroses, des systèmes de vissage avec compression sont installés, en intercalant des greffes d'os pour que se reconstitue de l'os vivant et solide.